# 胡枝子白粉菌
胡枝子白粉菌（学名：Erysiphe glycines var. lespedezae）是属于白粉菌目白粉菌科白粉菌属的一种真菌，寄生在胡枝子属植物上。该种分布于中国、日本。